# 梅花仙馆琴谱
《梅花仙馆琴谱》，古琴谱。師妙灵辑。

## 琴谱内容
卷首有字母指法，左右手指法释义，琴曲目录。按照琴曲目录来看，应为十二曲。但本谱仅收录《良宵引》、《静观吟》、《春晓吟》、《秋江夜泊》、《平沙落雁》、《圯桥进履》、《墨子悲丝》七曲，其中《圯桥进履》琴谱为残谱。